# Pasteurella multocida
Pasteurella multocida är en gramnegativ, aerob, stavformad bakterie. Bakterien tillhör normalfloran av många däggdjurs och fjäderfäs övre luftvägar. Exempelvis återfinns bakterien i 70–90 % av katters övre luftvägar, och 20–50 % av hundars övre luftvägar. Det klassiska sättet människor blir infekterade är genom kattbett. Infektion kännetecknas av mycket snabb symtomdebut, från några timmar till mindre än ett dygn. Tidiga symtom inkluderar infektion i huden, bildning av varbölder, ledinfektion och skelettinfektion. Bakterien kan också ge upphov till andra manifestationer, så som hjärnhinneinflammation och hjärtklaffsinfektion, men detta sker sällan efter ett djurbett. Bakterien är vanligen känslig för vanligt penicillin, men är naturligt resistent mot andra typer av antibiotika som ofta används för att behandla hudinfektioner.